# Escano de Tepales
Escano de Tepales är en ort i Honduras.   Den ligger i departementet Departamento de Francisco Morazán, i den centrala delen av landet, 80 km norr om huvudstaden Tegucigalpa. Escano de Tepales ligger 757 meter över havet och antalet invånare är 1 026.